# Hylocomium laevigatum
Hylocomium laevigatum là một loài Rêu trong họ Hylocomiaceae. Loài này được (Lindb.) Iisiba mô tả khoa học đầu tiên năm 1932.